# Покровское (платформа)
Покро́вское (ранее — Покро́вская) — остановочный пункт линии МЦД-2 Московских центральных диаметров на Курском направлении МЖД в Москве. Открыт в 1951 году. Располагается на границе районов Чертаново Южное и Бирюлёво-Западное. Состоит из двух боковых высоких платформ. Оборудован турникетами в 2014 году. К северу от остановочного пункта проходит путепровод улицы Подольских Курсантов. Путепровод соединён с платформами лестницами и служит также как надземный переход между ними. Около платформы возводится Юго-Восточная хорда.
К западу от остановочного пункта — храм Покрова Пресвятой Богородицы на Городне, далее — жилая застройка. К востоку — два главных пути Курского хода, используемых для грузового движения, далее — подъездные пути станции Красный Строитель, ведущие в промышленную зону. К югу, с восточной стороны от путей — Покровское кладбище.

## Движение
На платформе останавливаются все поезда, кроме экспрессов. Пригородное пассажирское сообщение осуществляется электропоездами серий ЭП2Д, ЭГ2Тв (напряжением питания 3000 V постоянного тока, предназначенные для эксплуатации на путях с шириной колеи 1520 миллиметров). Беспересадочное сообщение осуществляется (самые дальние точки): на север — до станции Нахабино, на юг — до станции Тула-1 Курская. С 21 ноября 2019 года в связи с открытием МЦД-1 было приостановлено транзитное движение на Смоленское направление.

## Наземный общественный транспорт
На этой станции можно пересесть на следующие маршруты городского пассажирского транспорта:
- Автобусы: м96, м97, 852, с908, с960, с970, 980

## Фотогалерея
- Платформа в 2009 году, электропоезд ЭР2 в сторону Курского вокзала
- ЧС7 на платформе Покровская
- Табличка с названием станции